# Milo – Die Erde muss warten
Milo – Die Erde muss warten (Originaltitel: Delivering Milo) ist eine US-amerikanische Filmkomödie aus dem Jahr 2001. Regie führte Nick Castle, das Drehbuch schrieb David Hubbard.

## Handlung
Milo soll als Sohn von Elizabeth geboren werden. Die Seele hat Zweifel, ob die Welt ein lebenswerter Ort ist. Der Engel Elmore Dahl überzeugt Milo, dass er auf die Welt kommen soll – wofür er nur einen Tag hat. Sollte Milo nicht geboren werden, könnte dies die Welt gefährden. Währenddessen ist Elizabeth, derer Schwangerschaft länger als vorgesehen dauert, bedrückt.

## Kritiken
Kino.de lobte, die „anrührende Fantasy-Komödie für ein Familienpublikum, die ob ihres moralischen Inhalts sehr gut im Vorweihnachtsgeschäft platziert ist. Die Szenen im (Vor-)Himmel sind von Regisseur Nick Castle dezent ironisch als bürokratische Gesellschaft skizziert und heben sich so vom lärmend-bunten Weltgeschehen ab. Mit Bridget Fonda als werdender Mutter und Albert Finney als lebenslustigem Opi recht prominent besetzt.“
Das Lexikon des internationalen Films schrieb, der Film sei eine „gut gespielte romantische Fantasy-Komödie, die jedoch unter der schwunglosen Inszenierung“ leide. Er sei „auch als Familienfilm nur bedingt tauglich, da das Sujet für kleinere Kinder einige Schwierigkeiten“ berge.
Cinema urteilt knapp: „Die Komödie leidet unter der schwunglosen Inszenierung“, Prisma noch knapper:
„Warmherzige Fantasy-Komödie.“

## Auszeichnungen
Nick Castle gewann im Jahr 2001 den Bronze Gryphon und eine weitere Auszeichnung des italienischen Giffoni Filmfestivals; er erhielt außerdem 2001 den Silver Raven des Festival International du Film Fantastique, de Science-Fiction et Thriller de Bruxelles. Heriberto Schoeffer gewann 2001 den Crystal Heart Award des Heartland Film Festivals.

## Hintergründe
Der Film wurde in Atlantic City (New Jersey), in New York City und in Los Angeles gedreht. Er wurde am 28. Oktober 2001 auf dem Chicago International Children’s Film Festival gezeigt, dem am 16. März 2002 das Cleveland International Film Festival folgte. In Deutschland wurde er am 11. Dezember 2001 direkt auf Video veröffentlicht.